# Urris
Urris is een plaats in het Ierse graafschap Donegal. De plaatst bestrijkt een vallei in het noorden van het graafschap, vlak bij de Atlantische kust.